# Doug Rauch
Doug Rauch (14. září 1950 New York, USA – 23. dubna 1979 San Francisco, Kalifornie, USA) byl americký baskytarista. Jeho matka Nadine Brewer byla operní pěvkyně.
V roce 1971 hrál na prvních albech zpěvačky Carly Simon a houslisty Papa John Creache. O rok později nahradil Toma Rutleyho ve skupině Santana. Se skupinou nahrál alba Caravanserai (1972), Welcome (1973) a Borboletta (1974). V roce 1973 se rovněž podílel na společném albu Carlose Santany a Johna McLaughlina s názvem Love Devotion Surrender.
Zemřel na předávkování heroinem ve věku osmadvaceti let.